# Kondiaronk
Kondiaronk (cca 1640–1701, někdy též Kandiaronk, francouzsky Le Rat) byl válečník a diplomat severoamerického kmene Huronů a jeden ze strůjců tzv. Velkého montrealského míru z roku 1701. Významný francouzský jezuita a autor často citovaných dějin Nové Francie Pierre Charlevoix nazval tohoto domorodce „Indiánem s nejvyššími kvalitami jakého kdy Francouzi v Kanadě poznali“. Kondiaronk žil v době, kdy se v Severní Americe stále více projevovala evropská přítomnost a Francouzi pronikali až za řeku Mississippi. Indiáni museli čelit dosud nepoznané výzvě v podobě vztahů s Evropany. A že nebyli pouze pasivními účastníky, svědčí právě příklad tohoto muže. Šlo o Indiána, který si postupem doby získal takovou reputaci, že i „civilizovaní“ Francouzi skládali na tohoto „divocha“ chvalořeči. A to i přesto, že Kondiaronk rozhodně nepatřil ke klasickým „přátelům“ bělochů, který se chová podle jejich přání. Jeho osobnost byla daleko komplexnější a jeho život do značné míry odráží složitost doby a místa, v nichž žil.

## Migrace Huronů

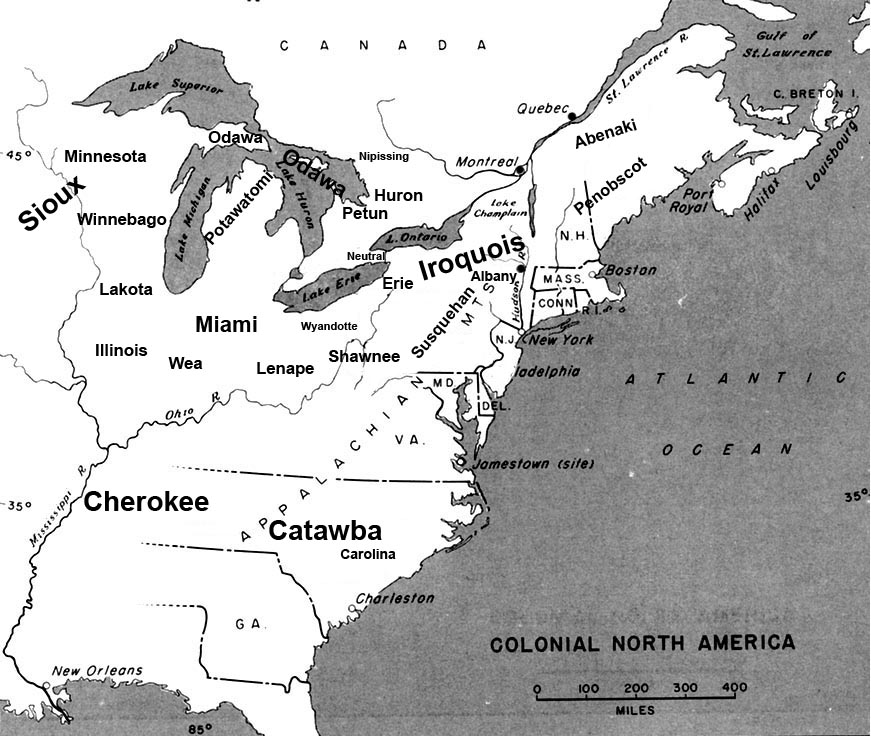
Mapa hlavních indiánských kmenů z východu Severní Ameriky v době před irokézskými útoky

Kondiaronk znamená v huronštině „krysa“, Francouzi ho tedy nazývali Le Rat (někdy se uvádí, že jeho jméno ve skutečnosti znamená ondatra – Le Rat musque). Sám Kondiaronk však nebyl klasickým Huronem ale tzv. Wyandotem (Wendatem) – členem kmene vzniklým po sloučení Huronů, Petunů (Tionontati) a zřejmě i dalších zbytků okolních etnik rozprášených po irokézských útocích v letech 1648–1651 (viz smuteční války, bobří války). Irokézové (Pět národů, Haudenosaunee) představovali v té době smrtelnou hrozbu pro kmeny z východní oblasti Velkých jezer a jejich útoky dopadaly jako údery kladivem na místní indiánské komunity. Huroni se po zničujících nájezdech Irokézů rozdělili na několik skupin. Jedna z nich se v 50. letech spojila s Petuny a migrovala podél pobřeží Velkých jezer ve snaze vyhnout se útokům bojových skupin Irokézů pátrajících po zajatcích. Tyto nucené přesuny Kondiaronk zažíval zřejmě jako mladík. Jeho datum narození, stejně jako u většiny domorodců není známo, ale odhady oscilují mezi roky 1625–1649. V roce 1671 se Huroni (ač je lepší nazývat tento kmen od roku 1650 Wyandoti nebo Tionontati, bude dále v článku používáno méně přesné ale ustálenější pojmenování Huroni) usídlili mezi Huronským a Michiganským jezerem. Jelikož šlo o místo strategického významu, Francouzi zde v roce 1676 ustavili pevnost Michilimackinac. Huroni zde zůstali až do roku 1701, kdy se přesunuli k nově založené pevnosti Pontchartrain známější pod názvem Detroit.

## Indiánští válečníci

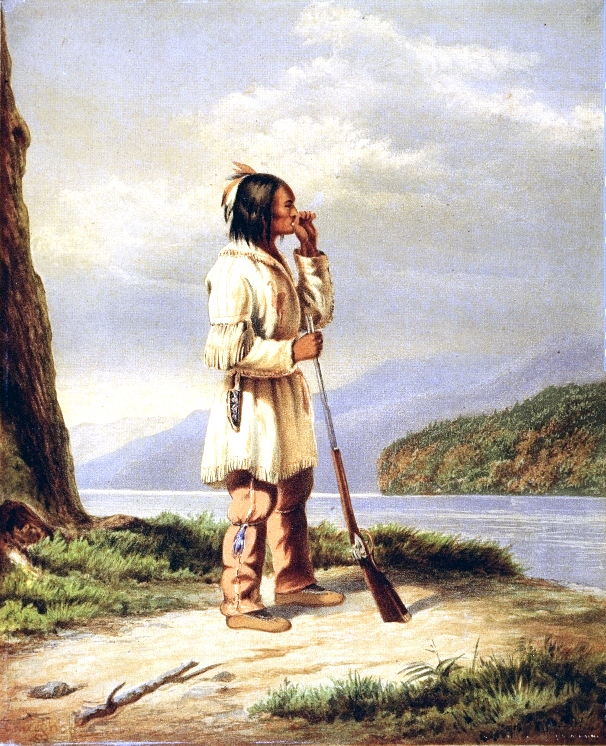
Hurónský lovec láká losy, obraz z 19. století

Kondiaronk nesl „rodové“ jméno Sastareci (Saretsi), což znamená, že patřil k „medvědímu rodu“, který spadal pod „jelení bratrstvo“. Je pravděpodobné, že byl synem některého náčelníka a nepochybně se brzy etabloval jako jeden z nejuznávanějších bojovníků svého kmene. Boj patřil k nedílné součásti kultury indiánských kmenů této oblasti. Muži tak mohli získat prestiž, válečné trofeje, respekt svých soukmenovců i nepřátel a v neposlední řadě „hodnost“ válečného náčelníka. Není pravda, že by indiánské války před příchodem bělochů byly jen jakousi drsnější hrou. Nejen že při nich mohlo docházet k velkým ztrátám, ale některé mohly mít téměř vyhlazovací charakter.

## Kondiaronk, Frontenac a role Francouzů
První zmínka v pramenech o Kondiaronkovi je z 80. let 17. století. V roce 1682 vedl Kondiaronk jednání s guvernérem Nové Francie Louisem de Buade de Frontenacem a žádal ho o podporu Francouzů proti nepřátelům Huronů. Použil metaforu, která se tou dobou začala obecně šířit a vyjadřovala poměr mezi Francouzi a jezerními kmeny: „Onontio (obecný výraz Indiánů pro francouzského guvernéra), (jsem) tvůj syn Saretsi (Kondiaronk), dříve bych řekl bratr, což však přestalo platit, a nyní jsem tvým synem, kterého jsi stvořil tím, že nás chráníš proti našim nepřátelům. Ty jsi můj otec a já to vím a poslouchám tě jako syn poslouchá otce“. Tato metafora je poněkud zavádějící. Neznamenalo to, že Francouzi díky svému postavení „otců“ měli moc pánů. Spíš tím Indiáni vyjadřovali to, že Francouzi byli první mezi rovnými a měli jakousi paternalistickou funkci jak při ochraně vůči nepřátelům tak uvnitř aliance. Ostatně v tradiční indiánské rodině neměl otec nad svými dětmi žádnou donucovací pravomoc, tělesné tresty v rodinných vztazích nefungovaly a co nezařídil jemným přesvědčováním, to děti neudělaly.

## Kondiaronk jako "ušlechtilý divoch"
Někdy v roce 1688 či 1689 se s Kondiaronkem setkal francouzský cestovatel baron Lahontan. V jeho knize Nové cesty do Severní Ameriky (New Voyages to North America) je Kondiaronk vzorem pro postavu jménem Adario – náčelník Huronů v Michilimackinacu. Ten je jakýmsi předobrazem Rousseauova „ušlechtilého divocha“ z 18. století. Baron Lahontan s ním vede rozsáhlý dialog a skrze Adaria si do značné míry vylévá své vlastní politické názory a kritizuje mnohé evropské (francouzské) nešvary té doby. Adario se kriticky vyjadřuje např. o soukromém vlastnictví, francouzském právním systému, papežovi, jezuitech, válce, lékařství aj. Jeho odpovědi jsou často velmi dlouhé a složitě formulované. Ne náhodou je Lahontanovo dílo považováno za jeden ze základních zdrojů pro pozdější mýtus o ušlechtilém divochu propagovaný například Jean-Jacquesem Rousseauem. Když se Lahontan baví o právu v Evropě tvrdí, že systém trestů je nutný pro korigování špatných lidí. Na to Adario: „Co za druh lidí musí být tito Evropané? ... Musí být donucováni dělat dobro a nemají žádnou jinou motivaci vyhýbat se zlu, než obavu z trestu?“. Adario tvrdí, že oni právo nepotřebují, protože ho nepotřebovali ani jejich předkové, kteří žili spokojeně i bez něj. Napadá údajné právo Francouzů (resp. jejich krále) na to, aby Indiáni podléhali jejich zákonům. Je otázkou kolik z toho, co Adario údajně říká, bylo skutečně vysloveno Kondiaronkem, současní autoři se obvykle domnívají, že málo. Ovšem antropolog David Graeber a archeolog David Wengrow konfrontují v knize The Dawn Of Everything předchozí úzus, že by obsah Lahontanových dialogů s Kandiaronkem byl fikce a přiklánějí se k tomu, že Kandiaronk reflektoval evropské myšlení s indiánskou ontologií, kdy způsoby autoritářské vlády například v Cahokii byly opuštěny již v předkolumbovské době, a tak mohla kritika evropských způsobů být postavena na ryzím politickém uvědomění.

## Kondiaronk, Francouzi a válka s Irokézi

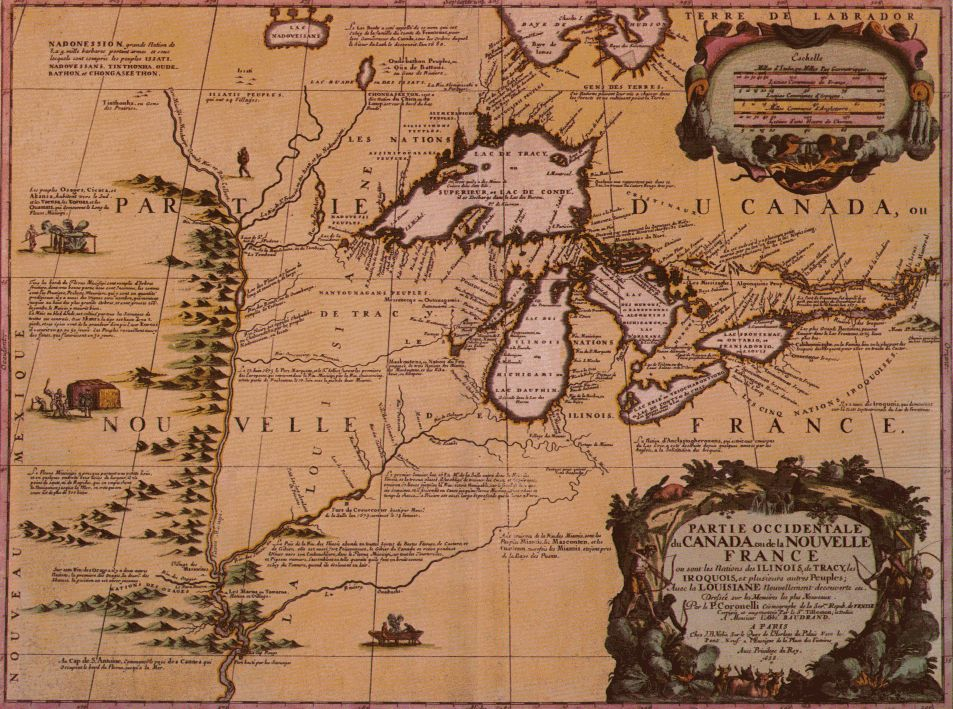
Mapa západní části Nové Francie z roku 1688

Kondiaronk nebyl v té době ještě velkým sachemem (náčelníkem), ale asi spíše válečným velitelem. V roce 1687 napadli Francouzi a jejich spojenečtí Indiáni nejzápadnější Irokéze Senecy a je pravděpodobné, že s k výpravě připojil i Kondiaronk se svými muži. Tato výprava však nedopadla nijak slavně – zničila několik seneckých vesnic a množství úrody. Vojenská síla Pěti národů jako celku nebyla podstatněji narušena. Francouzi vedli s Irokézi války již od roku 1609. V letech 1667–84 panoval mezi Francouzi a ligou Irokézů mír, ale Irokézové začali koncem 70. let napadat francouzské indiánské spojence, a tak bylo jen otázkou času, kdy Francouzi budou muset zareagovat. Kmenům z oblasti Velkých jezer však vadilo, jak pomalu se Francouzi odhodlávají k akci a velmi se obávali, že je nechají na holičkách. Ani zmíněná výprava z roku 1687 situaci nevyřešila. Vojenská síla Francouzů v Nové Francii byla poměrně chabá (necelých 2000 vojáků) a nedovolovala jim vypořádat se s irokézskou hrozbou. Mnozí Francouzi spatřovali jedinou možnost jak se zbavit irokézské hrozby v tom opustit tradiční alianci s jezerními kmeny a uzavřít s Pěti národy separátní mír. Kondiaronk chápal, v jakém postavení Huróni jsou. Nebyli schopni sami vzdorovat Irokézům, neboť proti jejich přibližně 2 500 bojovníkům disponovali maximálně 150 muži. Na algonkinské spojence, což byla většina jezerních kmenů, se rovněž nedalo plně spoléhat, a proto bylo třeba přistupovat k problému flexibilně. Buď potřebovali získat pevné a fungující spojenectví s Francouzi anebo uzavřít účinnou alianci s Irokézi. Rozhodně jim však nevyhovoval případný separátní mír mezi Francouzi a Irokézi, po němž by byli vystaveni útokům tohoto mocného kmenového svazu.

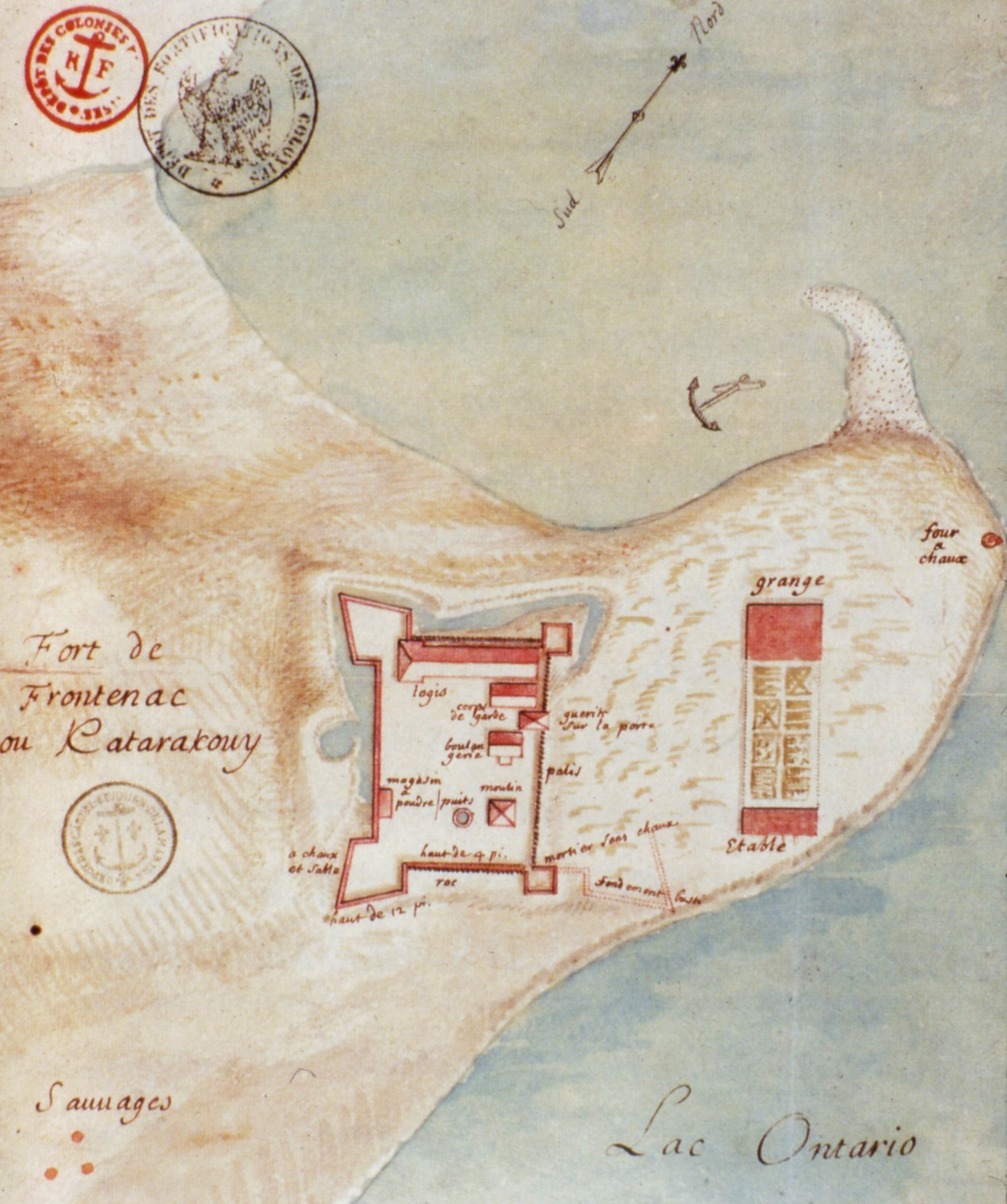
Plán pevnosti Frontenac neboli Cataraqui z roku 1685. Tato pevnost hrála důležitou roli ve francouzsko-indiánských vztazích. Pro Irokéze byla symbolem francouzské expanze a v roce 1688 ji dva měsíce obléhali.

Na jaře 1688 shromáždil několik desítek bojovníků svého kmene a vydal se na jihovýchod, aby se připojil k francouzské kampani proti Irokézům. Nicméně v pevnosti Frontenac (Fort Frontenac, Cataraqui) Kondiaronk zjistil, že Francouzi vyjednávají se třemi prostředními irokézskými kmeny (Oneidové, Onondagové, Cayugové) o případném míru. Huron předstíral, že to pochopil a slíbil, že se tedy vrátí domů a nenaruší probíhající jednání. Stalo se však něco zcela jiného. Kondiaronk se dověděl, kde mají jednání proběhnout a tím také odhadl trasu irokézských ambasadorů. Se svými bojovníky dorazil na místo, kde se měli vyloďovat. Huroni čekali několik dní a trpělivost se jim vyplatila. Skupina irokézských vyjednavačů vedená náčelníkem Teganissorensem a doprovázená cca 40 bojovníky byla napadena ze zálohy při vyloďování. Huroni je snadno přemohli, několik jich zabili a zbytek zajali. Podařilo se uniknout jen jednomu zraněnému Irokézovi. Zajatý Teganissorens protestoval, že jsou míroví vyjednavači. Kondiaronk vyjádřil naoko velké překvapení. Kanadský guvernér Denonville mu údajně sdělil, že tudy má procházet irokézská válečná výprava a „doporučil“ mu ji napadnout. Poté se Kondiaronk rozhodl, že Irokéze propustí (vyjma jednoho jako náhradu za mrtvého Hurona) a vyprovodil je se slovy: „Jděte mí bratři. Přestože s vámi válčím, tak vás propouštím a dovoluji vám jít domů. Byl to francouzský guvernér, který mě navedl k tomuto hroznému činu, který bych nebyl schopen strávit, pokud se za to vašich Pět národů nepomstí a nedojde spravedlivého odškodnění.“ Tato epizoda je zajímavá i z dalšího hlediska. Potkali se zde dva nejvýraznější indiánští diplomaté konce 17. století. Teganissorens patřil k irokézskému kmeni Onondagů a již koncem 80. let měl mezi svými lidmi vynikající pověst. Později se zúčastnil prakticky všech významných diplomatických jednání a byl jedním z propagátorů irokézské neutrality. V roce 1701 ho dokonce představitelé Pensylvánie označili za „císaře“ Pěti národů, což naznačuje, jaké prestiže u Evropanů požíval. Kondiaronk se po propuštění irokézských diplomatů se svými muži „stavil“ ve Fort Frontenac a sdělil Francouzům, že zhatil jejich mírové plány. Pak se vydali zpět domů k Michilimackinacu. Tam onoho zajatého Irokéze vydal místním Francouzům, kteří nevěděli, že byly navázány mírové rozhovory mezi vládou Nové Francie a Irokézi. Velitel pevnosti nechal zajatce popravit. Zajatcovy námitky, že je mírový vyslanec, nebral vážně na tajnou radu Kondiaronka. Před popravou ale Kondiaronk propustil jednoho starého Irokéze adoptovaného kdysi jako válečného zajatce a nechal ho celý výjev pozorovat, přičemž mu „vysvětlil“, jak se Francouzi chovají k irokézským ambasadorům. Pak ho poslal ke svým starým druhům do Irokézie, aby jim o tom pověděl.
Dosáhl toho, co potřeboval. Irokézové se velmi rozhněvali na Francouze kvůli jejich údajné zrádnosti a naopak byli ochotni začít jednat s Hurony. Mírová jednání nezachránil ani onen Irokéz, který unikl při přepadu Huronů a jehož Francouzi ujistili, že v tom nemají prsty. I když někteří Irokézové předstírali i nadále ochotu jednat, šlo nejspíše o vyčkávací taktiku. Guvernér Kanady Brisay de Denonville se na Kondiaronka pochopitelně velmi rozzlobil, označil ho za zrádce, ale nebyl schopen ho nijak potrestat. V krátké době začali mít Francouzi velké problémy s ofenzívou Irokézů a Denonville sám požádal o odvolání. Na jeho místo nastoupil znovu Buade de Frontenac, jenž byl guvernérem již v letech 1672–82. Zdá se, že ten na Kondiaronkovu zrádnost rychle zapomněl. Tato Kondiaronkova akce je předmětem jisté kontroverze mezi historiky. Někteří se domnívají, že to byl hlavní spouštěč nového kola francouzsko-irokézské války, jiní tvrdí, že Irokézové byli stále ochotni uvažovat o míru a k rázným útočným akcím proti Kanadě se odhodlali až poté, co se dověděli o vypuknutí války mezi Anglií a Francií v Evropě (devítiletá válka) na jaře 1689 (v Americe se nazývá válka krále Viléma).

## Kondiaronk, Le Baron a jezerní bitva s Irokézi
Kondiaronk mezitím údajně kul další plán. Podle předního francouzského trapera (francouzsky "coureur de bois") a „velitele“ v oblasti Velkých jezer Nicolase Perrota se rozhodl, že s pomocí Irokézů zlikviduje Ottawy. Tajně odcestoval do země Irokézů. Tam se s nimi domluvil na následujícím plánu. Kondiaronk měl předstírat jednání o obecném míru, pozvat Irokéze, a pak jim umožnit přepad Ottawů. Huroni měli sice naoko předstírat boj s Irokézi, ale měli střílet jen prach bez kulek. Perrot se o plánu dověděl od Irokézů prostřednictvím jednoho jezuity. Poté dal Kondiaronkovi vědět, že o tom ví, čímž se plán zhroutil. Existence tohoto plánu je však přinejmenším sporná. Ottawové a Huroni byli dlouholetými spojenci se silnými vzájemnými vazbami. Kdyby plán brali Irokézové vážně, těžko by umožnili, aby se o něm dověděl Perrot. Spíše se zdá, že chtěli Kondiaronka zdiskreditovat. Kondiaronk totiž nebyl koněm, na kterého hodlali Irokézové vsadit. Tím se stal jiný Hurón jménem Le Baron. V roce 1695, kdy se konalo shromáždění kmenů z okolí Michilimackinacu, je zaznamenaný střet těchto dvou náčelníků. Projednávalo se předpokládané napadení Miamiů Irokézi. Le Baron zde prezentoval názor, že Irokézové nechtějí ublížit místním kmenům, ale naopak je chtějí pozvat blíže k sobě, aby se mohli sjednotit, čemuž Miamiové brání. Kondiaronk naopak vyzval ke sjednocení spolu s Miamii k boji proti Irokézům. Tou dobou však Le Baronova frakce převládla a větší část okolních kmenů s Irokézy nebojovala.
V roce 1697 se část Le Baronových stoupenců přesunula k Irokézům, kde měli obdržet území, na němž se mohli usadit. Sám Le Baron se vydal k Miamiům, přičemž avizoval vyjednávání. Měl se zřejmě přitom spojit s Irokézi a napadnout překvapené Miamie. Kondiaronk však poslal Miamiům varování, aby nevěřili Le Baronovi a sám se vydal se skupinou asi 150 válečníků (Hurónů, Ottawů, Potawatomiů, Sauků) naproti Irokézům. Od zajatých zvědů se dověděl, že Irokézů je asi 250, ale mají málo kanoí (jen pro 60 mužů). Vydal se k jejich táboru a poté spolu se svými bojovníky předstíral, že se lekli irokézské početní převahy. Kondiaronkovi muži začali prchat na kanoích a Irokézové za nimi vyslali 60 válečníků, aby je pronásledovali. Ujeli asi 6 kilometrů směrem na jezero Erie a pak se zastavili a rozestoupili. Počkali si na první salvu Irokézů, která zabila jen dva muže a pak, aniž čekali, až znovu nabijí, se na ně vrhli. Došlo k prudké bitce. Indiáni vedení Kondiaronkem v ní brzy získali převahu a prakticky všechny nepřátele zlikvidovali. Zabili 37 Irokézů, 14 zajali a některé další utopili. Mezi zabitými bylo i pět významných sachemů. Toto vítězství pohřbilo možnost irokézsko-hurónské aliance, kterou zřejmě plánoval Le Baron.

## Kondiaronk a jezuité

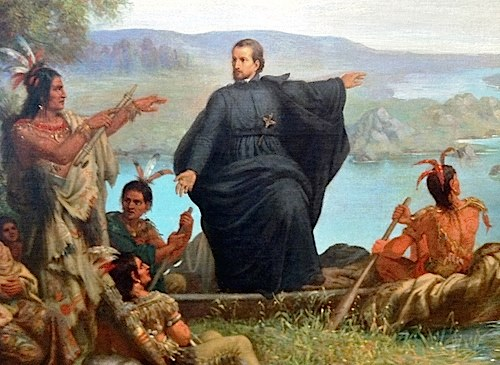
Jezuita (konkrétně zde otec Marquette) mezi Indiány

Mezi jezerními kmeny působilo množství francouzských jezuitů a ani Kondiaronk jejich vlivu neunikl. Neví se přesně, kdy konvertoval ke křesťanství, ale jisté je, že se tak stalo. Kondiaronk si velmi vážil otce Étienna Carheila, který ho křtil, instruoval v nové víře a s nímž určitě často debatoval nejen na náboženská témata. Carheil patřil mezi rázné stoupence francouzské vojenské pomoci jezerním kmenům proti Pěti národům, v čemž se s Kondiaronkem zcela shodoval. Sám Kondiaronk údajně tvrdil, že zná jen tři vynikající Francouze – hraběte Frontenaca , otce Carheila a guvernéra Callièra (Louis-Hector de Callières).

## Mírová jednání
Koncem 17. století již probíhala velmi intenzivní vyjednávání mezi Irokézi, kteří měli dost válčení se stále silnějším nepřítelem a Francouzi, do nichž se zapojovali i francouzští domorodí spojenci. Angličané se jako spojenci Irokézů naprosto neosvědčili a navíc se z války krále Viléma stáhli již roku 1697. Irokézové zůstali osamocení a museli chtě nechtě vyjednávat. Důležitých jednání se účastnil i Kondiaronk jakožto „nejschopnější a nejvýznamnější osobnost ´Horních´ národů“. Stal se věrným spojencem staronového guvernéra Frontenaca, a po jeho smrti v roce 1698 nového guvernéra Callièra. Na setkání v Montrealu v září roku 1700 došlo ke slovní „potyčce“ mezi Kondiaronkem a irokézským mluvčím, kdy Kondiaronk bránil kanadského guvernéra proti irokézským obviněním, upozorňoval na několikeré porušení míru ze strany Irokézů, avšak zároveň nabádal využít šanci k uzavření míru: „Já jsem vždy poslouchal svého otce ... a pokládám svůj tomahavk k jeho nohám. Všechny „horní“ národy učiní totéž, o tom nepochybuji. Irokézové, následujte můj příklad.“ Upozornil i na nefunkčnost Angličanů jako spojenců Pěti národů: „Jsem překvapen, že váš bratr Corlar (guvernér New Yorku) s vámi zachází tak nelidsky, ačkoli vy jste mu byli vždy věrní. Ztratili jste mnoho lidí podporou jeho strany, vaše vesnice a pevnosti byly spáleny...“ Řeč zakončil metaforou symbolizující možnost trvalého míru: „Dnes ale slunce rozehnalo všechny mraky, a ukázal se nádherný Strom míru, jenž byl již vysazen na nejvyšší pozemské hoře.“ Po těchto jednáních se Kondiaronk vrátil do Michilimackinacu a přesvědčoval jezerní Indiány, aby se dostavili na konferenci, jež se plánovala na příští rok. Důležité shromáždění se zde konalo v květnu 1701. Kondiaronkovi se podařilo přesvědčit mnoho účastníků, aby souhlasili s kompromisem.

## Důstojníkem francouzské armády
Tou dobou už byl nesporně nejuznávanějším Indiánem v oblasti a Francouzi to věděli. Guvernér Callières ho považoval za hlavního spojence v jednáních o míru a velmi si ho předcházel. Kondiaronk se dokonce stal kapitánem francouzské armády a pobíral řádný plat. Samozřejmě obdržel veškeré důstojnické vybavení včetně uniformy a poboční zbraně. Indiáni si potrpěli na evropskou módu, zvláště měli v oblibě vojenské kabátce, třírohé klobouky a barevná péra. Oblečení spolu se zbraněmi a alkoholem tvořilo nejdůležitější artikl francouzsko-domorodého obchodu.

## Montrealská konference, 1701

### Domorodá účast
21. července 1701 začala velká konference v Montrealu. Irokézská delegace čítala 200 mužů a tvořili ji zástupci všech kmenů kromě Mohawků (Mohawk, francouzsky Agnié), kteří dorazili později. Den po Irokézích připlulo 200 kanoí francouzských spojenců (Ottawové, Odžibvejové, Potawatomiové, Huroni, Miamiové, Kickapoové, Winnebagové a spousta dalších) v počtu 700–800 lidí. Mezi nimi i Kondiaronk. Přidaly se i další komunity žijící v blízkosti Montrealu. Celkově se na konferenci sešlo okolo 1300 domorodců z asi 30 kmenů. Protokol indiánské diplomacie nabádal k užívání metafor (kotel, strom míru, cesta, sekera, oheň, slunce atd.) a květnatých frází v projevech, přestávek (i několikadenních), rozdávání darů, či navracení zajatců – toto se očekávalo jak od hostitelů tak od hostů. Indiáni trvali na tom, aby i překladatelé mluvili se stejným důrazem, dikcí a gesty jako původní mluvčí. Jako „rekvizity“ se používaly mj. tomahavky, oheň, ale především wampumy a dýmky.

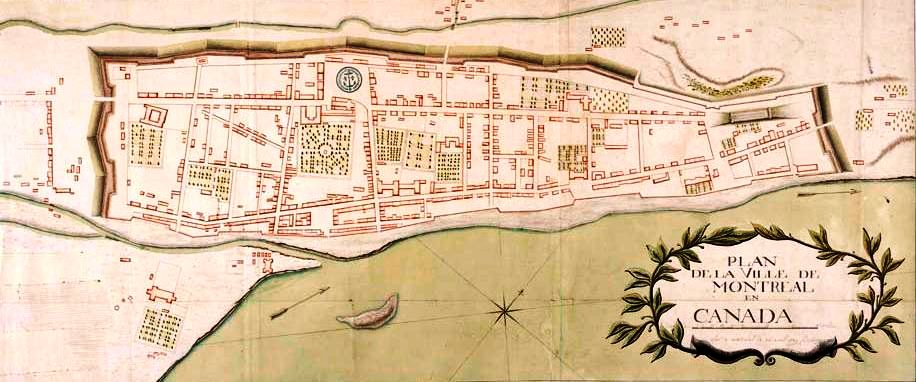
Mapa Montrealu z 18. století. Montreal byl pro fungování francouzsko-indiánské aliance klíčovým místem Nové Francie

### Role Kondiaronka
Kondiaronk patřil k nejdůležitějším postavám jednání. Svědčí o tom i to, že nemluvil jen za svůj kmen, ale rovněž za několik dalších a v některých vystoupeních dokonce za všechny shromážděné indiánské spojence Francouzů. Guvernér Callières na něj velmi spoléhal. Brzy se však objevily problémy. 25. července mluvil Kondiaronk o tom, že Irokézové nejsou ochotni vydat zajatce francouzských indiánských spojenců. Naznačil, že se obává, že Irokézové se pokusí o podvod. Irokézové zase tvrdili, že zajatci byli adoptováni jako děti a už se dávno sžili s rodinami. Tyto spory pokračovaly několik dalších dní. Kondiaronk, který přesvědčil svůj vlastní kmen a spojence, aby do Montrealu přivedli zajaté Irokéze, byl tímto ponížen.
Bohužel zřejmě v důsledku lokálního přelidnění a zhoršených hygienických podmínek vypukla v Montrealu epidemie. Jednou z jejích obětí se stal i Kondiaronk. 1. srpna se dostavil na jednání, ale brzy ulehl se silnou horečkou. Byly mu dávány posilující nápoje. Víno odmítl a chtěl bylinkový drink. Přesto ještě vedl dvouhodinovou řeč „značně potichu“, při níž všichni bedlivě naslouchali. Snažil se vystupovat nestranně a nabádal zapomenout na rozpory a uzavřít mír. Jeho vystoupení bylo oceněno aplausem všech přítomných domorodců i Francouzů. Hurón však byl značně zesláblý a poté, co skončil, se již nedokázal vrátit do svého obydlí. Odnesli ho na křesle rovnou do nemocnice Hôtel-Dieu, ale jeho stav se stále zhoršoval.

### Smrt a pohřeb Kondiaronka
Ve dvě hodiny po půlnoci 2. srpna 1701 Kondiaronk zemřel. Jezuita a historik Pierre Charlevoix, který měl Kondiaronka v obzvláštní oblibě na něj napsal jakousi chvalořeč: „Byl jediným mužem v Kanadě, který se mohl v řečnických schopnostech vyrovnat hraběti Frontenacovi (...) mělo se obecně za to, že žádný jiný Indián se mu nevyrovnal intelektem, odvahou, moudrostí a bystrostí...“ Kondiaronkův současník a pozorovatel konference v Montrealu královský komisař Claude-Charles Bacqueville de la Potherie nezůstal o nic pozadu: „Nemohu vyjádřit, jaký smutek prožíval jeho národ nad ztrátou muže plného takových skvělých kvalit... kdyby se byl býval narodil ve Francii, mohl by řešit nejožehavější státní záležitosti... Jeho slova byla jako proroctví a když Irokézové zjistili, že se vydává bojovat proti nim, raději se mu vyhnuli... byl to divoch jen podle jména.“ Již z těchto ukázek jde vidět, že Kondiaronk se těšil obrovské úctě nejen mezi jezerními kmeny ale i Francouzi a Irokézi. Guvernér Callières oceňoval Kondiaronkovu schopnost přesvědčit velké množství Indiánů a jeho smrt s ním musela značně zatřást. Zdálo se, že jednání se stanou mnohem obtížnějšími. Ukázalo se však, že i mrtvý mohl Kondiaronk hrát svou roli mírotvůrce.
Ani tolik nepřekvapí, že pohřebních a kondolenčních rituálů se ujali nejprve Francouzi včetně guvernéra, následovaní Irokézi a po nich se u těla vystřídali zástupci dalších kmenů. Irokézský mluvčí vyjádřil smutek slovy: „Slunce je dnes zatměné, což způsobila smrt našeho bratra Krysy. Nabádáme vás, abyste sjednotili svého ducha, své myšlení, své postoje, tak jak to činil on a vytvořili jedno tělo, jeden kotel.“ Bylo vidět, že snaha nalézt kompromis převládla i u irokézských zástupců. Pohřeb se konal 3. srpna 1701 a šlo o velkou podívanou. Francouzi zajistili 60 mužů jako vojenskou eskortu. Účastnil se ho guvernér Montrealu Vaudreuil, mnoho Indiánů, včetně synů a bratra mrtvého (tváře začerněné na znamení smutku), francouzský klérus, paní Champignyová, manželka intendanta (druhá nejvyšší hodnost po guvernérovi) a mnoho dalších. Pohřeb měl synkretickou formu, neboť Kondiaronk byl konvertita, ale zároveň ctil základní indiánské tradice. Jeho rakev a tělo byly tudíž vybaveny převážně evropským zbožím používaným tradičním způsobem, tj. jako výbava mrtvého pro posmrtný život – bobří kožešiny, péra, klobouk, hrnec, puška, meč a deka. Kondiaronka oblečeného v důstojnické uniformě uložili do hrobky v kostele Notre Dame a na ní bylo napsáno: „Zde leží Krysa, hurónský náčelník.“ (Cy git le Rat, Chef des Hurons) Hrob se však do dnešních dnů nezachoval. Po odsloužení zádušní mše a spuštění rakve následovaly tři salvy z mušket.

### Velký montrealský mír

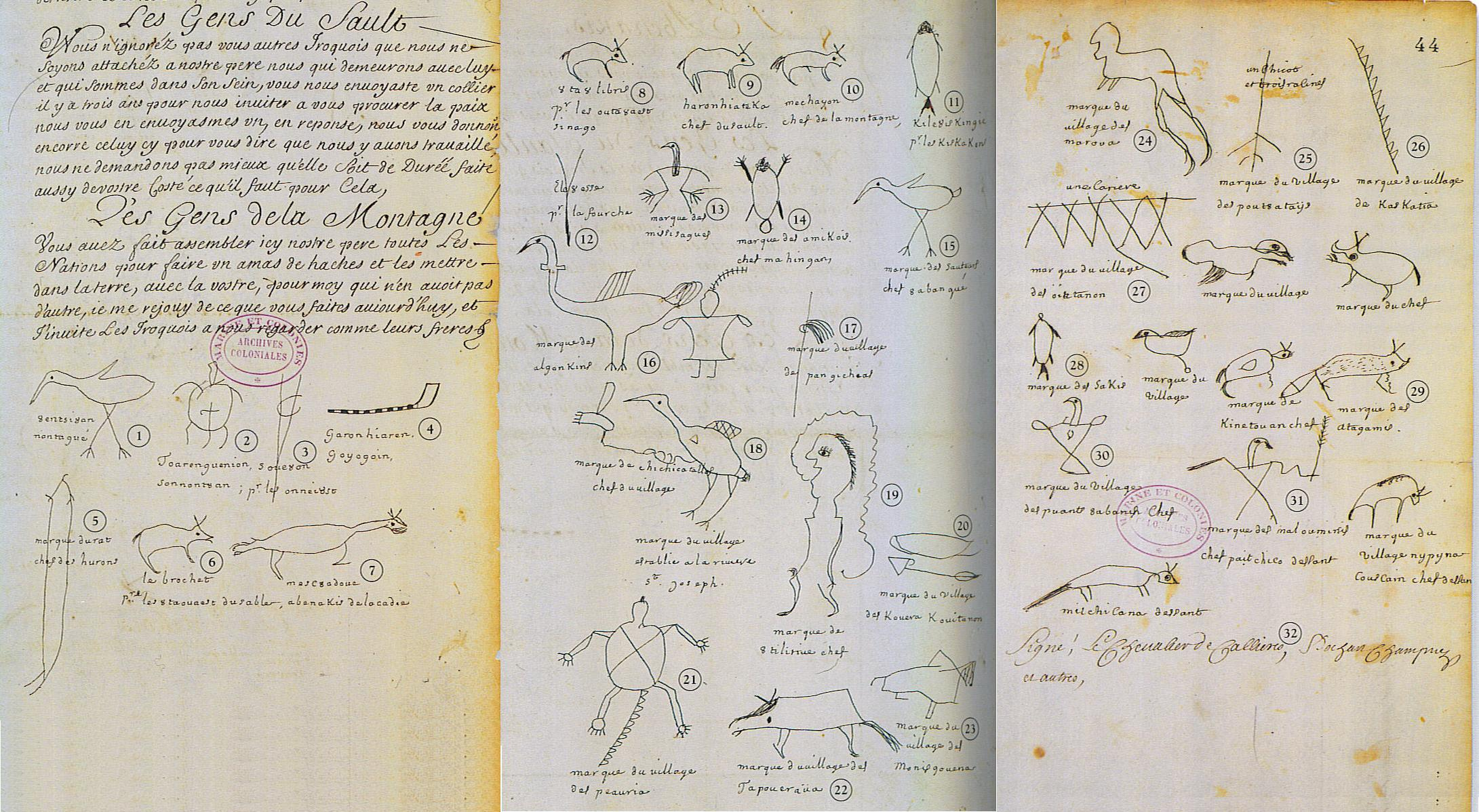
Podpisy-piktogramy Indiánů na montrealské smlouvě. Kondiaronkův piktogram je u čísla 5, jde však o "podpis v zastoupení", protože hurónský náčelník už nežil

Jeho smrt jednání nepřerušila a naopak stmelila účastníky, aby se více snažili najít kompromis. Hned následující den – 4. srpna 1701 – se všechny zúčastněné strany dohodly na míru. Na míru, který ukončil desítky let trvající irokézské války. Mír, který sice nebyl úplně trvalý, ale jehož výsledky ovlivnily vývoj v Severní Americe až do sedmileté války. Pozice Francouzů se na dlouhou dobu upevnila. Irokézové samotní už pro ně nikdy nepředstavovali vážnou hrozbu. Jezerní kmeny potvrdily, že jsou pro Francouze prvořadými spojenci a ač některé z nich měly později s Francouzi vážné spory (Foxové), získali si tito na rozsáhlém území Severní Ameriky velmi dobrou pověst, jež se nedala srovnat s pověstí Angličanů. Ještě mnoho let po konečném vypuzení Francouzů Angličany v roce 1760 na ně Indiáni vzpomínali se značnou nostalgií. Ostatně jednou z hlavních příčin rozsáhlé protianglické indiánské války zvané Pontiacovo povstání (1763–66) byla snaha domorodců umožnit návrat oblíbených Francouzů. A za tím vším stojí trochu i Kondiaronkův odkaz. Odkaz muže, který se uměl zorientovat v pro Indiány složité době a který nebyl jen pasivním pozorovatelem, ale i spolutvůrcem, jenž se podílel na utváření této ojedinělé epochy. Ač šlo o uznávaného válečníka, získal si postupem doby reputaci jako vynikající diplomat a obhájce trvalého míru s tradičními irokézskými nepřáteli. Jeho jméno bude navždy spojeno s jednáními v rámci nejdůležitější mezietnické konference v dějinách koloniální Severní Ameriky.